# Giacôbê, con của Anphê
Giacôbê, con của Anphê (Ἰάκωβος, Iakōbos trong tiếng Hy Lạp Koine; tiếng Hebrew: יעקב בן חלפי Ya'akov ben Halfay; tiếng Copt: ⲓⲁⲕⲱⲃⲟⲥ ⲛⲧⲉ ⲁⲗⲫⲉⲟⲥ; tiếng Anh: James the Less) là một trong số Mười hai tông đồ của Giêsu, xuất hiện với tên gọi này trong cả ba cuốn Phúc Âm Nhất Lãm. Ông thường được xác định là Giacôbê Hậu và được gọi phổ biến bằng cái tên này trong truyền thống giáo hội; đôi khi ông được xác định là Giacôbê người công chính. Ông được phân biệt rõ ràng với Giacôbê, con của Zêbêđê (Giacôbê Tiền), một vị tông đồ khác.